# آرسلورمیتال کی‌یف
آرسلورمیتال کی‌یف (اوکراینی: Криворіжсталь) شرکت فولاد اوکراینی است، که در سال ۱۹۳۴ تأسیس شد.